# 醒目仔時間
醒目仔時間是麗的電視於1978年製作的兒童電視節目，主要是由甜甜和熊貓毛毛所主持，節目中便插播卡通片， 而廣為人知有《機靈小和尚》和《星仔走天涯》，醒目仔時間更橫跨麗的亞視時代，直到1985年由500飛虎隊所取代。